# Rainer Basedow

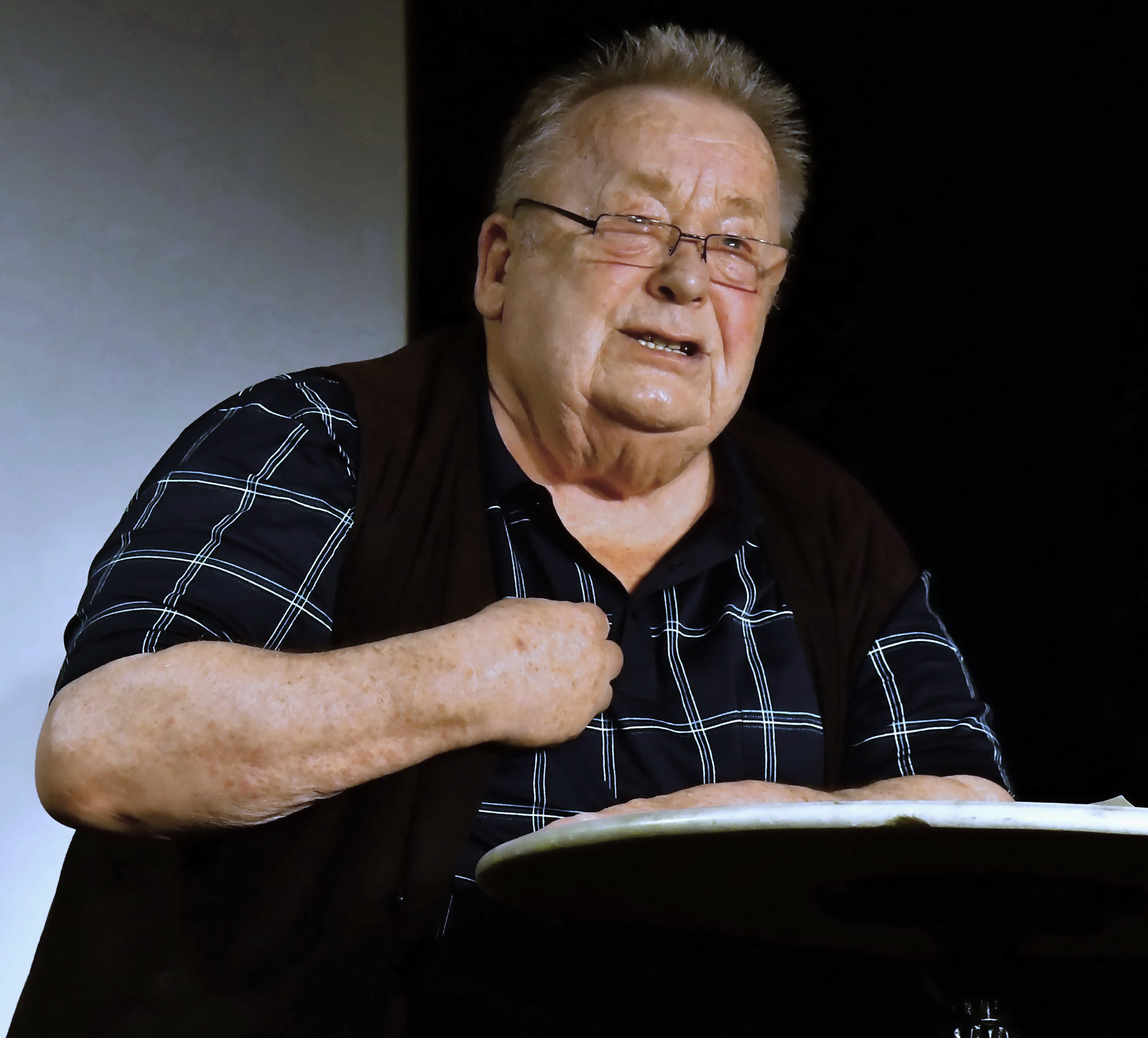
Rainer Basedow, 2017

Rainer Basedow (* 20. Mai 1938 in Mühlhausen/Thüringen; † 15. Mai 2022 in Salzburg), auch als Reiner Basedow bekannt, war ein deutscher Schauspieler, Synchronsprecher und Kabarettist.
Ab 1963 trat Basedow in über 160 Film- und Fernsehproduktionen vor die Kamera. Der Durchbruch gelang ihm durch seine Rolle als Polizist in May Spils’ Filmkomödie Zur Sache, Schätzchen an der Seite von Uschi Glas. Ab 1997 spielte er viele Jahre den Kalle Schneidewind in der ZDF-Krimiserie Küstenwache. Als Synchronsprecher bleibt er vor allem durch die Stimme des Warzenschweins Pumbaa in Der König der Löwen im Gedächtnis.

## Leben

### Ausbildung und Privates

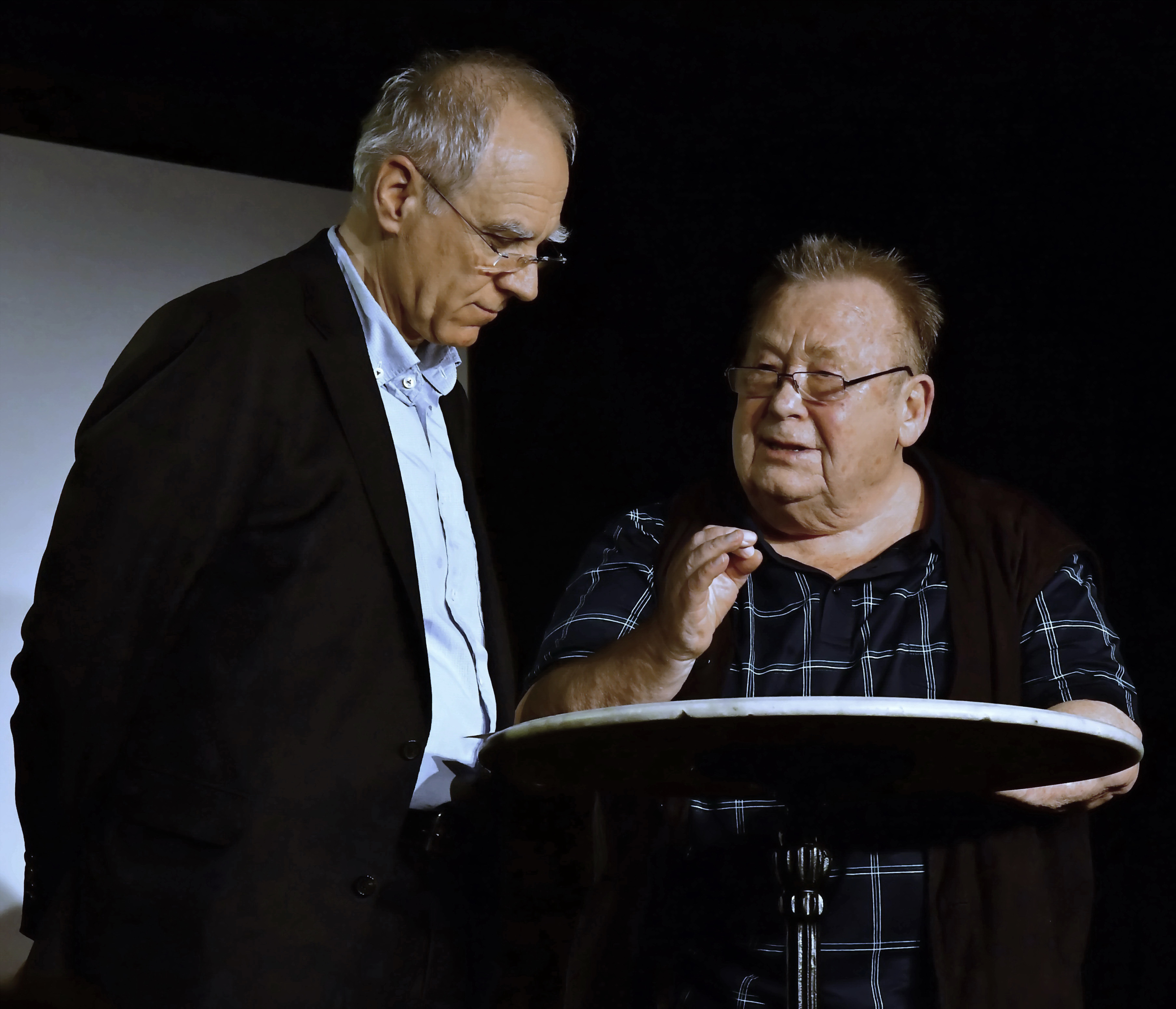
Rainer Basedow mit Bruno Jonas (links) in der Münchner Lach- und Schießgesellschaft, 2017

Sein Abitur absolvierte Rainer Basedow 1956 in Magdeburg. Wegen „politischer Unzuverlässigkeit“ durfte er in der DDR nicht studieren. Nach seiner Flucht aus der DDR begann er ein Lehramtsstudium an der Pädagogischen Hochschule Braunschweig in den Fächern Deutsch und Sport. Rainer Basedow war seit 1971 mit seiner Frau Mathilde verheiratet, die er bei Dreharbeiten kennengelernt hatte. Aus der Verbindung gingen vier Kinder hervor.
Rainer Basedow starb am 15. Mai 2022 fünf Tage vor seinem 84. Geburtstag nach dreitägigem Krankenhausaufenthalt in Salzburg an den Folgen einer schweren Krankheit. Die Urne wurde auf dem Friedhof in Glanegg auf einer Kastanienwiese beigesetzt.

### Theater und Kabarett
Noch vor der zweiten Staatsprüfung ging Basedow auf eine Schauspielschule in München und wurde durch den Schauspieler Wilfried Klaus zum kleinen Theater am Siegestor gebracht, wo er in Warten auf Godot seine erste Hauptrolle spielte. Auf der Bühne stand er dann von 1962 bis 1976 im Ateliertheater in Bern, an der Schaubühne am Halleschen Ufer (Berlin) sowie am Volkstheater und der Kleinen Komödie in München. Von 1976 bis 1995 agierte er als festes Mitglied der Münchner Lach- und Schießgesellschaft, ging mit ihr auf insgesamt 19 Tourneen mit über 4000 Vorstellungen. Seine Partner waren hier vor allem Jochen Busse, Henning Venske und Renate Küster. Er absolvierte mehrere Auftritte in der Fernsehsendung Scheibenwischer. Bis zum Dezember 2009 spielte Basedow zusammen mit Hans-Günther Pölitz und Marion Bach (bis 2006 mit Lothar Bölck) in der vom Mitteldeutschen Rundfunk viermal im Jahr im Kabarett Magdeburger Zwickmühle produzierten Kabarettsendung Die Drei von der Zankstelle. 2010 war er in den Kreuzgangspielen Feuchtwangen als Sir John Falstaff in Die lustigen Weiber von Windsor zu sehen.

### Film und Fernsehen
Basedow gab sein Filmdebüt unter der Regie von Fritz Umgelter in dem Fernsehfilm Die Abrechnung. Sein Leinwanddebüt hatte er 1967 in dem Schwarz-Weiß-Streifen Wilder Reiter GmbH von Franz-Josef Spieker. Bekannt wurde er 1968 in May Spils’ Filmkomödie Zur Sache, Schätzchen. Das Szenenfoto, auf dem er als uniformierter Polizist neben der im Korsett stehenden Uschi Glas abgebildet war, ging durch die gesamte deutschsprachige Presse.
Einen anderen bekannten Polizisten, den Wachtmeister Dimpfelmoser, spielte Basedow 1974 im Kinderfilm-Klassiker Der Räuber Hotzenplotz an der Seite von Gert Fröbe und Josef Meinrad. Im Fernsehen hatte er in vielen Serien Gastauftritte, unter anderen in Tatort, Der Alte, Derrick, Der Kommissar, Der Bulle von Tölz und Alphateam. 2006 übernahm er in der zehnteiligen ZDF-Serie Alles über Anna an der Seite von Valerie Niehaus als Heinz Hoffmann eine der festen Serienhauptrollen. In der ZDF-Krimiserie Küstenwache spielte er seit Folge 1 im Jahre 1997 den Smutje und Sanitäter Kalle Schneidewind, der mittlerweile eine Kneipe besaß. Bis Staffel 8 der Serie gehörte er zum Hauptcast, seitdem trat er als Nebenrolle hin und wieder auf. Die Serie wurde 2016 eingestellt.
Basedow betätigte sich auch als Synchronsprecher, z. B. in Zeichentrickfilmen (Warzenschwein Pumbaa in Der König der Löwen; Hai Jaws in Hilfe! Ich bin ein Fisch!). Seine Stimme lieh er auch international bekannten Kollegen wie John Belushi (Blues Brothers), Ned Beatty (Beim Sterben ist jeder der Erste), David Hemmings (18 Stunden bis zur Ewigkeit) und Jerry Lewis (Ein Froschmann an der Angel). In dem computeranimierten Trickfilm Toy Story 2 synchronisierte er 1999 Al als Stimme von Wayne Knight.

## Filmografie

### Kino
- 1966: Wilder Reiter GmbH
- 1967: Heißes Pflaster Köln
- 1967: Jet Generation
- 1967: Spur eines Mädchens
- 1967: Zur Sache, Schätzchen
- 1968: Dynamit in grüner Seide
- 1968: Mit Eichenlaub und Feigenblatt
- 1968: 69 Liebesspiele
- 1968: Quartett im Bett
- 1968: Willst Du ewig Jungfrau bleiben?
- 1969: Mord im schwarzen Cadillac (Femmine insaziabili)
- 1969: Warum hab’ ich bloß 2x ja gesagt?
- 1969: Der Mann mit dem goldenen Pinsel
- 1969: Die Engel von St. Pauli
- 1969: Kuckucksei im Gangsternest
- 1970: Hänsel und Gretel verliefen sich im Wald
- 1970: Wenn die tollen Tanten kommen
- 1970: Wenn du bei mir bist
- 1970: Beiß mich Liebling!
- 1970: Unsere Pauker gehen in die Luft
- 1971: Tante Trude aus Buxtehude
- 1971: Kommissar X jagt die roten Tiger
- 1971: Hurra, bei uns geht’s rund
- 1971: Kreuzfahrt des Grauens
- 1971: Kinderarzt Dr. Fröhlich
- 1971: Der Todesrächer von Soho
- 1972: Der Stoff aus dem die Träume sind
- 1972: Meine Tochter – deine Tochter
- 1974: Der Räuber Hotzenplotz
- 1974: Drei Männer im Schnee
- 1974: Zwei im siebenten Himmel
- 1974: Lina Braake oder Die Interessen der Bank können nicht die Interessen sein, die Lina Braake hat
- 1975: Ansichten eines Clowns
- 1975: Potato Fritz
- 1981: Piratensender Powerplay
- 1982: Ein dicker Hund
- 1986: Bitte laßt die Blumen leben
- 1988: Starke Zeiten
- 1998: Caipiranha
- 2006: Schwere Jungs
- 2008: Ossi’s Eleven

### Fernsehen
- 1964: Kommissar Freytag – Briefe aus Sydney
- 1966: Die fünfte Kolonne – Stahlschrank SG III
- 1967: Das Kriminalmuseum – Die rote Maske
- 1967: Das Kriminalmuseum – Komplizen/Die Spur führt nach Amsterdam
- 1968: Das Kriminalmuseum – Der Bohrer
- 1968: Die seltsamen Methoden des Franz Josef Wanninger – Skatbrüder
- 1969: Der Kommissar – Das Ungeheuer
- 1970: Das Kriminalmuseum – Wer klingelt schon zur Fernsehzeit
- 1971: Olympia – Olympia
- 1971: Kein Geldschrank geht von selber auf
- 1972: Tatort – Der Fall Geisterbahn
- 1973: Tatort – Ein ganz gewöhnlicher Mord
- 1973: Tatort – Stuttgarter Blüten
- 1973: Zwischen den Flügen
- 1974: Zwei Jahre Ferien
- 1974: Die Bettelprinzess
- 1974: Motiv Liebe – Die große Illusion
- 1974: Okay S.I.R. – Ein glatter Fall
- 1975: Der Kommissar – Die Kusine
- 1975: Derrick – Ein Koffer aus Salzburg
- 1977: Notarztwagen 7 – Bodenloser Leichtsinn
- 1977: Polizeiinspektion 1 – Der Föhn
- 1977: Es muß nicht immer Kaviar sein – Folge 12: Nachtigall 17 ruft
- 1979: Das tausendunderste Jahr
- 1979: Die Protokolle des Herrn M. – Das rote Signal
- 1979: Der Alte – Illusionen über einen Mord
- 1980: Polizeiinspektion 1 – Katzen und Kassetten
- 1981: Ein zauberhaftes Biest
- 1982: Die Krimistunde – Folge 3: Wieder mal so ein Tag
- 1986: Ein Heim für Tiere (zwei Folgen)
- 1986: Der Alte – Floßfahrt ins Jenseits
- 1986: Geschichten aus der Heimat (Fernsehserie) Episode: Der Star des Abends
- 1986–1997: Herbert und Schnipsi
- 1989: Meister Eder und sein Pumuckl – Ein Knüller für die Zeitung
- 1996: Der Bulle von Tölz: Unter Freunden
- 1997: Der Bulle von Tölz: Tod in der Brauerei
- 1997: Küstenwache (Pilotfilm)
- 1997–2014: Küstenwache (129 Folgen)
- 1998: Die Bubi-Scholz-Story
- 2003: Alphateam – Die Lebensretter im OP (Folge 8x13)
- 2004: Der Heiland auf dem Eiland
- 2005: Mein Vater und ich
- 2006: Alles über Anna (10 Folgen)
- 2007: Die Märchenstunde: Dornröschen – Ab durch die Hecke
- 2013: Hubert und Staller – Die ins Gras beißen

## Synchronisation (Auswahl)
Ernie Sabella
- 1994: Der König der Löwen, Stimme von Pumbaa
- 1995–1999: Abenteuer mit Timon und Pumbaa, Stimme von Pumbaa
- 1998: Der König der Löwen 2 – Simbas Königreich, Stimme von Pumbaa
- 2001–2003: Mickys Clubhaus, Stimme von Pumbaa
- 2004: Der König der Löwen 3 – Hakuna Matata, Stimme von Pumbaa

Jon Polito
- 1998: Verrückt nach dir, Stimme von Ralphy
- 2001: Becker, Stimme von Leonard Nagle
- 2002: Veronica, Stimme von Mr. Lehman

### Filme
- 1980: Blues Brothers, Stimme von Joliet “Jake” Blues für John Belushi
- 1999: Toy Story 2, Stimme von Al für Wayne Knight
- 2000: Thirteen Days, Stimme von General Curtis E. LeMay, für Kevin Conway

### Serien
- 1997–1998: Lupo Alberto, Stimme von Enrico, der Maulwurf (1. Stimme), für Paolo Torrisi

## Hörspiele
Die Hörspiele sind nach den Erstausstrahlungsdaten sortiert.
- 1969: Ernst Meister: Die Botschaft – Rolle: Urs – Regie: Günther Sauer (SDR) – Erstsendung: 15. Feb. 1970
- 1976: Michael Brett: Horrortrip – Rolle: Tuffy – Regie: Hartmut Kirste (SDR) – Erstsendung: 10. Mai 1976
- 1976: Juan Rulfo: Pedro Paramo – Rolle: Eseltreiber Abundio – Regie: Otto Düben (SDR/WDR) – Erstsendung: 9. Okt. 1976
- 1976: Kay Hoff: Unterwegs (3. Teil: Umwege über Arolsen) – Rolle: Herder – Regie: Otto Düben (SR/WDR) – Erstsendung: 19. Dez. 1976
- 1977: Michel Depagnat: Rotkopf – Rolle: Spitzel Etienne Maffire – Regie: Otto Düben (SDR) – Erstsendung: 14. Mär. 1977
- 1978: Ray Butler: Black Jack – Rolle: Walter Parks – Regie: Hartmut Kirste (SDR) – Erstsendung: 15. Jan. 1979
- 1979: Elfriede Jelinek: Was geschah, nachdem Nora ihren Mann verlassen hatte oder Stützen der Gesellschaften – Rolle: Der Vorarbeiter – Regie: Otto Düben (SDR/HR/RB) – Erstsendung: 15. Feb. 1979
- 1979: R. D. Wingfield: Gespensterjagd – Rolle: Lippy Corden – Regie: Dieter Eppler (SDR) – Erstsendung: 7. Mai 1979
- 1980: Rolf und Alexandra Becker: Die Experten (1. Folge: Die Identitätskrise des Robin Cassius Robinsen) – Rolle: Robin Cassius – Regie: Walter Netzsch (BR) – Erstsendung: 6. Mär. 1980
- 1980: Rolf und Alexandra Becker: Die Experten (2. Folge: Top Secret) – Rolle: Robin Cassius – Regie: Walter Netzsch (BR) – Erstsendung: 13. Mär. 1980
- 1980: Rolf und Alexandra Becker: Die Experten (3. Folge: Das kleine rote Pünktchen ganz links unten) – Rolle: Robin Cassius – Regie: Walter Netzsch (BR) – Erstsendung: 20. Mär. 1980
- 1980: Rolf und Alexandra Becker: Die Experten (4. Folge: Ein Kriminalfall wie manch anderer) – Rolle: Robin Cassius – Regie: Walter Netzsch (BR) – Erstsendung: 27. Mär. 1980
- 1980: Eddie Maguire: Panik – Rolle: Taffy – Regie: Klaus Mehrländer (SDR) – Erstsendung: 2. Juni 1980
- 1980: Helga Kästner: Sherlock Holmes, Meisterdetektiv – Rolle: Dr. Watson – Regie: Helga Kästner (BR) – Erstsendung: 1. Juli 1980
- 1981: Rolf Schneider: Die Mainzer Republik – Regie: Otto Düben (SDR) – Erstsendung: 1. Feb. 1981
- 1981: Leo Simpson: Kowalskis allerletzte Chance – Regie: Otto Düben (BR) – Erstsendung: 13. Apr. 1981
- 000?: John Graham: Sextett – Rolle: O’Connor – Regie: Raoul Wolfgang Schnell (SDR) – Erstsendung: 4. Mai 1981
- 1981: Helmut Walbert: Ein bißchen Freiheit – Rolle: Kollege – Regie: Hartmut Kirste (BR/SDR) – Erstsendung: 3. Juli 1981
- 1981: Michael Tait: Das Alpha-Trio – Regie: Hans Dieter Schwarze (SDR) – Erstsendung: 11. Jan. 1982
- 1982: Rolf und Alexandra Becker: Die Experten (5. Folge: Das Souper findet nicht statt) – Rolle: Robin Cassius – Regie: Walter Netzsch (BR) – Erstsendung: 6. Mai 1982
- 1982: Rolf und Alexandra Becker: Die Experten (6. Folge: „Schatten der Vergangenheit“) – Rolle: Robin Cassius – Regie: Walter Netzsch (BR) – Erstsendung: 3. Juni 1982
- 1982: Rolf und Alexandra Becker: Die Experten (7. Folge: „Wo bleibt Wannamaker?“) – Rolle: Robin Cassius – Regie: Walter Netzsch (BR) – Erstsendung: 1. Juli 1982
- 1982: Rolf und Alexandra Becker: Die Experten (8. Folge: „Tante Thaleas Gastgeschenk“) – Rolle: Robin Cassius – Regie: Walter Netzsch (BR) – Erstsendung: 5. Aug. 1982
- 1983: Rolf und Alexandra Becker: Wer ist der Täter? (Folge: Wilfried zieht den Kürzeren) – Regie: Erwin Weigel (BR) – Erstsendung: 28. Juli 1983
- 1984: Dylan Thomas: Rebeccas Töchter (1. Teil) – Regie: Otto Düben (SDR) – Erstsendung: 5. Feb. 1984
- 1984: Wolfgang Ecke: Wer ist der Täter? (Folge: Inspector Parker und das Millionending) – Rolle: Nick – Regie: Erwin Weigel (BR) – Erstsendung: 29. Mär. 1984
- 1983: Melchior Schedler: Cordoba oder Die Kunst des Badens – Rolle: 1. Landsknecht – Regie: Otto Düben (SDR) – Erstsendung: 24. Juni 1984
- 1984: G. K. Chesterton: Der Napoleon von Notting Hill – Rolle: Buck – Regie: Wolf Euba (BR) – Erstsendung: 9. Sep. 1984
- 1986: Tom Blaffert, Georg K. Berres: Wer ist der Täter? (Folge: Foulspiel) – Rolle: Trainer – Regie: Erwin Weigel (BR) – Erstsendung: 20. Mär. 1986
- 1988: Bernard Knight: Der Fall Lawrence – Rolle: Sergeant Mike Jenkins – Regie: Wolf Euba (SDR) – Erstsendung: 18. April 1988
- 1988: Peter Rosei: Die Engel – Rolle: Franz – Regie: Otto Düben (SDR) – Erstsendung: 12. Juni 1988
- 1988: Peter O. Chotjewitz: Die Wiedergutmachung (1. Teil) – Rolle: Karli Rohleder – Regie: Bernd Lau (SDR) – Erstsendung: 4. Sep. 1988
- 1988: Peter O. Chotjewitz: Die Wiedergutmachung (2. Teil) – Rolle: Karli Rohleder – Regie: Bernd Lau (SDR) – Erstsendung: 11. Sep. 1988
- 1988: Felix von Mendelssohn: Das verlorene Ich – Rolle: Jonathan Hill – Regie: Otto Düben (BR) – Erstsendung: 10. Mai 1989
- 1990: Michael Koser: Der letzte Detektiv (17. Folge: Eurodschungel) – Rolle: Max Medusa – Regie: Werner Klein (BR) – Erstsendung: 4. Okt. 1990
- 1991: Paul Thain: Das Korvack-Komplott (1. Teil) – Rolle: Billy – Regie: Otto Düben (SDR) – Erstsendung: 18. Feb. 1991
- 1991: Paul Thain: Das Korvack-Komplott (2. Teil) – Rolle: Billy – Regie: Otto Düben (SDR) – Erstsendung: 25. Feb. 1991
- 1991: Franz Hohler: Das Fotoalbum – Rolle: Sprecher B – Regie: Otto Düben (SDR) – Erstsendung: 26. Sep. 1991
- 1991: Michael Koser: Der letzte Detektiv (21. Folge: Attentat) – Rolle: Kasbek – Regie: Werner Klein (BR) – Erstsendung: 10. Okt. 1991
- 1991: Franz Hohler: Der Dank – Rolle: Sprecher A – Regie: Otto Düben (SDR) – Erstsendung: 14. Nov. 1991
- 1991: Franz Hohler: Gestörte Feiern – Rolle: Sprecher B – Regie: Otto Düben (SDR) – Erstsendung: 19. Dez. 1991
- 1992: Franz Hohler: Olé, o weh, Olympia: Schnecken – Rolle: Sprecher B – Regie: Otto Düben (SDR) – Erstsendung: 14. Mai 1992
- 1992: Andreu Martín: Barcelona Connection (1. Teil) – Rolle: Castanys – Regie: Eberhard Klasse (SDR) – Erstsendung: 22. Juni 1992
- 1992: Moacyr Scliar: Lateinamerika: Mythos und Wirklichkeit (2. Folge: Die Entdeckung Amerikas) – Rolle: Cortes – Regie: Klaus Mehrländer (WDR) – Erstsendung: 28. Juni 1992
- 1992: Andreu Martín: Barcelona Connection (2. Teil) – Rolle: Castanys – Regie: Eberhard Klasse (SDR) – Erstsendung: 29. Juni 1992
- 1992: Armin Ayren: Olé, o weh, Olymipa: Hammerwerfen – Rolle: Spier – Regie: Otto Düben (SDR) – Erstsendung: 9. Juli 1992
- 1993: Tim Heald: Arsen und Spitzenhöschen (2. Teil) – Rolle: Swami – Regie: Klaus Mehrländer (SDR) – Erstsendung: 17. Mai 1993
- 1994: Andreas Goetz: 99 Sprüche über das Leben – Rolle: 1. Arzt – Regie: Klaus Mehrländer (WDR) – Erstsendung: 20. Okt. 1994
- 1995: Moacyr Scliar: Dialog mit der Fliege – Rolle: Wärter – Regie: Klaus Mehrländer (WDR) – Erstsendung: 27. Aug. 1995
- 1995: Michael Koser: Der letzte Detektiv (30. Folge: Virtuella) – Rolle: Kasbek, Tigellinus – Regie: Werner Klein (BR) – Erstsendung: 5. Okt. 1995
- 1995: Angelika Stampfer: Katzenleben in Rom (1. Teil) – Rolle: Capo – Regie: Eva Demmelhuber (BR) – Erstsendung: 17. Mär. 1996
- 1998: Michael Koser: Der letzte Detektiv (36. Folge: Invasion) – Rolle: Generalissimus Stalin – Regie: Werner Klein (BR) – Erstsendung: 16. Apr. 1998
- 1998: Italo Calvino: Der Baron auf den Bäumen (1. Teil) – Regie: Stefan Dutt (SWR) – Erstsendung: 5. Dez. 1998
- 2002: Léo Malet: Angst im Bauch – Rolle: Robert – Regie: Leonhard Koppelmann (SWR) – Erstsendung: 27. Okt. 2002
- 2004: Ernest Tidyman: Shaft beim Kongress der Totengräber – Rolle: Kelly – Regie: Annette Kurth (SWR) – Erstsendung: 8. Jan. 2005
- 2005: Lloyd Alexander: Taran und der Zauberspiegel – Rolle: Smoit – Regie: Robert Schoen (SWR) – Erstsendung: 22. Okt. 2005
- 2006: Richard Adams: Unten am Fluss (1. Teil: Die Reise) – Rolle: Woundwort – Regie: Leonhard Koppelmann (SWR) – Erstsendung: 15. Apr. 2006
- 2006: Richard Adams: Unten am Fluss (2. Teil: Efrafa) – Rolle: Woundwort – Regie: Leonhard Koppelmann (SWR) – Erstsendung: 22. Apr. 2006
- 2006: Richard Adams: Unten am Fluss (3. Teil: Hanzel-rah) – Rolle: Woundwort – Regie: Leonhard Koppelmann (SWR) – Erstsendung: 29. Apr. 2006
- 2005: Erhard Schmied: Kurbad Kernau – und zurück – Rolle: Gerd Böhler – Regie: Christoph Pragua (WDR) – Erstsendung: 24. Nov. 2006
- 2010: Ingomar von Kieseritzky: Blindprobe – Rolle: Weinsammler Fischer – Regie: Thomas Werner (WDR) – Erstsendung: 7. Aug. 2010